# Sistema anaerobico alattacido
Il sistema o meccanismo anaerobico alattacido o dei fosfati è uno dei tre sistemi energetici adoperati dal muscolo scheletrico per la produzione di adenosina trifosfato (ATP), ovvero la molecola energetica necessaria per l'attività muscolare.
L'anaerobico alattacido è per definizione il sistema energetico utilizzato nelle attività che richiedono grande velocità e potenza per brevissima durata (circa 8-10 s) come lanci, salti, scatti e sollevamento pesi. Il suo nome è dovuto alla mancata richiesta di ossigeno (O2) per ossidare alcun substrato energetico (anaerobico), e alla mancata produzione di acido lattico (alattacido). I substrati utilizzati in questo sistema sono i cosiddetti fosfati o fosfageni muscolari, ovvero fosfocreatina (CP) e adenosina trifosfato (ATP).

## Altri sistemi energetici
- Sistema anaerobico lattacido
- Sistema aerobico

## Caratteristiche
- Potenza: elevata (60-100 kcal/min)
- Capacità: molto bassa (5-10 kcal)
- Latenza: inesistente
- Ristoro: rapido
- Fibra muscolare adatta: fibra bianca o rapida (tipo IIb)
- Metabolismo: anaerobico
- Processi metabolici: reazione di Lohmann
- Substrato energetico: Adenosina trifosfato (ATP); creatinfosfato (CP)
- Quantità di ATP: molto limitata
- Depositi muscolari: molto limitati (ATP 80-100 g; PC 350/550 g)
- Autonomia energetica: 8-10 secondi (fino a 15 s al massimo)
- Prestazione: forza massimale, potenza, velocità massima
- Impiego: attività molto brevi e molto intense
- Sistema successivo: anaerobico lattacido; aerobico

## Fisiologia
I substrati energetici accumulati nei muscoli e di pronto utilizzo per fornire energia immediata ai muscoli stessi, sono due composti che interagiscono assieme per poter permettere una rapida disponibilità di energia, ovvero l'adenosina trifosfato (ATP) e il creatinfosfato (PC), altrimenti definiti come fosfati o fosfageni muscolari. Per eseguire sforzi rapidi e intensi, il primo substrato utilizzato dal muscolo scheletrico è l'ATP. La quantità limitata di ATP immagazzinata nel muscolo però può far fronte solo a uno sforzo della durata di un secondo; questa quantità è stimabile in 80-100 g per un individuo di 70 kg. Nel caso in cui siano richieste grandi quantità di energia per uno sforzo continuato fino a 10-15 secondi, per provvedere alla richiesta di una molecola di fosfato che viene persa durante la reazione in cui l'ATP viene scisso in adenosina difosfato (ADP), questo meccanismo sfrutta la presenza di un altro composto contenente fosfato, la fosfocreatina o creatinfosfato (PC o PCr), un naturale accumulatore di energia situato nel citosol, la cui concentrazione è superiore all'ATP dalle 3/4 alle 6/8 volte. Questa si forma nel muscolo scheletrico a riposo dall'associazione di una molecola di creatina a una di fosfato inorganico, e viene immagazzinata in quantità di circa 350/550 grammi al suo interno. La fosfocreatina è simile all'ATP in quanto contiene una componente data dal gruppo fosfato ad alta energia. Nella molecola di PC il gruppo fosfato è legato alla molecola di creatina. Questo contribuisce a mantenere costanti i livelli di ATP. La fosfocreatina, cede la sua molecola di fosfato per ricostituire l'ATP a partire dall'ADP, permettendo quindi al muscolo di continuare a sviluppare la contrazione su azione dell'enzima creatinchinasi (CK) (reazione di Lohmann):
PC = C + P + ADP = ATP
L'enzima miochinasi (MK) provvede invece a formare una molecola di ATP e una di AMP (adenosina monofosfato) da due di ADP:
2 ADP = AMP + ATP
Dalla scissione del PC, derivano molecole che riescono a essere impiegate per ricostituire l'ATP solo nei primi secondi del lavoro muscolare. Questo meccanismo è di brevissima durata ma sufficiente a ritrasformare l'ADP in ATP. La quantità di energia liberata dall'idrolisi di CP è maggiore di quella richiesta per il legame P+ADP. Per questo motivo gran parte dell'energia viene conservata nel legame del fosfato con l'ADP, pronta per essere liberata per le esigenze energetiche. Quando l'ATP viene scisso in adenosina difosfato (ADP) e fosfato (P), l'energia viene liberata, e viene sfruttata per produrre le contrazioni muscolari. Tuttavia, quando il PC viene scisso in creatina e fosfato, l'energia derivante viene impiegata per ricombinare l'ADP con P in ATP. L'ATP ricostituita può essere nuovamente scissa in ADP e P e l'energia derivata viene usata per continuare l'attività muscolare. L'energia prodotta dalla scissione della fosfocreatina non può essere usata per produrre la contrazione muscolare perché essa non ha accesso ai ponti trasversali (crossbridge).
Questa reazione avviene con la stessa velocità con cui il muscolo scinde l'ATP in ADP. Tuttavia la riserva di creatinfosfato nel muscolo, in caso di sforzi massimali è limitata e dura solo dai 3 ai 5 secondi. ATP e fosfocreatina stivate nei muscoli vengono usate contemporaneamente nel corso di sforzi brevi e intensi. Nel complesso danno un'autonomia energetica di 4-8 secondi. ATP e CP sono stoccati all'interno del muscolo scheletrico, tuttavia tali riserve sono limitate, e questo limita la quantità di energia che tali molecole possono produrre. Infatti è stato rilevato che con un esercizio fisico eseguito alla massima intensità, le riserve di fosfati si esauriscono in 30 o meno secondi. La deplezione dei fosfati intramuscolari in alcune fibre causa l'impossibilità di eseguire due ripetizioni con un carico che può permettere una ripetizione massima (100% 1-RM).
Questo sistema agisce senza l'impiego di ossigeno (O2), per questo motivo viene chiamato anaerobico, e senza la formazione del metabolita acido lattico, quindi alattacido. È molto potente ed entra in funzione immediatamente, ma data la scarsa quantità di materiale disponibile (ATP e PC) si esaurisce altrettanto velocemente, questo a causa della loro bassa concentrazione muscolare (4-6 mmoli/kg ATP e 15-17 mmoli/kg PC). L'energia spesa viene ripristinata dopo circa tre minuti.
Un vantaggio di questo sistema energetico è quello di fornire energia in tempi rapidissimi. Come secondo vantaggio, il sistema dei fosfati ha una grande capacità di potenza, cioè è capace di fornire al muscolo una grande quantità di energia per secondo. Per queste caratteristiche, il sistema anaerobico alattacido o dei fosfati è impiegato principalmente in attività di breve durata e dalla grande richiesta di potenza. Uno dei motivi dell'aumento della respirazione subito dopo un'attività breve e intensa è dovuto al fatto che le riserve muscolari di fosfati (ATP-CP) devono essere ricostituite per via aerobica, se verranno riutilizzate in un secondo momento.
Il sistema anaerobico alattacido è caratteristico delle fibre muscolari a contrazione rapida (dette anche bianche o IIB), che per ruolo, sono le uniche ad avere le capacità di incaricarsi del lavoro muscolare molto intenso e breve. Durante un tipo di attività breve e intensa, il decremento della forza è collegato all'esaurimento delle riserve muscolari di fosfocreatina. Tale produzione di energia viene pertanto utilizzata per attività come scatto, velocità, salto, lancio, powerlifting, brevi sprint nelle discipline cicliche, cioè movimenti in cui la potenza e rapidità hanno un ruolo preminente.